# Яндекс Лицей
Яндекс Лицей (ранее Лицей Академии Яндекса) — образовательный проект, открытый и разработанный при поддержке компании «Яндекс» в ШАДе в 2016 году. 
Доступны годовые программы обучения по основам программирования и трехмесячные специализации по разработке игр, анализу данных, машинному обучению и т.д.
Обучение – бесплатное, но необходимо пройти вступительные испытания.

## История
Яндекс Лицей появился в 2016 году.
Программа стартовала в 4 городах России: Калуге, Пензе, Саратове и Тамбове — при поддержке региональных министерств и ведомств, которые курируют образование и сферу IT в регионах. Постепенно программа модернизировалась и расширялась, в том числе и LMS — среда обучения учащихся Лицея.
В мае 2018 года прошёл первый выпускной слёт Яндекс Лицея, в котором приняли участие 25 выпускников из Калуги, Пензы, Саратова, Тамбова и 4 выпускника Школы программирования Яндекса в Армении. На слёте проводились хакатоны, в частности, по созданию навыков-игр для голосового помощника Алисы и презентация итоговых проектов выпускников. 
В сентябре 2021 года "Яндекс.Лицей" переименован в "Лицей Академии Яндекса". По состоянию на сентябрь 2023 года проект имеет название "Яндекс Лицей".
В августе 2023 года Яндекс Лицей заменил двухгодичные программы на курсы длительностью 1 год и трехмесячные программы. Также стал доступен онлайн-формат обучения.
На сентябрь 2023 года программа Лицея была реализована в 159 городах России и в 336 образовательных учреждениях.

## Поступление
Поступление в Яндекс Лицей возможно для любого желающего, необходимо пройти несколько этапов вступительных экзаменов и преодолеть конкурсный отбор 4-6 человек на место. Перечень необходимых для поступления навыков зависит от выбранной программы. Курсы Яндекс Лицея доступны для учеников 8-11 классов и студентов 1-2 курсов колледжей и техникумов.

## Программы обучения
Среди программ Яндекс Лицея: годовые курсы и трехмесячные специализации.
Годовые курсы:
- Основы программирования на Python (офлайн)
- Промышленное программирование на Python (офлайн)

Трехмесячные специализации (онлайн):
- Веб-разработка на Django
- Машинное обучение
- Большие данные
- Анализ данных

Самостоятельные курсы (онлайн):
- Python: шаг за шагом
- Go: шаг за шагом
- C++: шаг за шагом
- Математика 7-го класса для старта в программировании (партнерский курс)

## Сотрудничество с образовательными учреждениями
Большинство площадок Яндекс Лицея — общеобразовательные учреждения и вузы. Для того, чтобы получить сертификацию компании и стать площадкой обучения, образовательные учреждения должны соответствовать ряду требований, гарантирующих удобство и безопасность для учащихся за время прохождения образовательной программы.
Среди образовательных учреждений, которые участвуют в программе обучения Яндекса, можно выделить следующие наиболее крупные и/или значимые российские университеты: САФУ, ДВФУ, МИЭТ, КГЭУ, МАИ, НГУЭУ, ДГТУ, ТюмГУ и т.д..